# Jaylen Watkins
Jaylen Watkins (Cape Coral, 27 novembre 1992) è un giocatore di football americano statunitense che gioca nel ruolo di cornerback per i Los Angeles Chargers della National Football League (NFL). Fu scelto nel corso del quarto giro (101º assoluto) del Draft NFL 2014. Al college ha giocato a football all'Università della Florida.

## Carriera professionistica

### Philadelphia Eagles
Watkins fu scelto dai Philadelphia Eagles nel corso del quarto giro del Draft 2014. Debuttò come professionista subentrando nella vittoria della settimana 1 contro i Jacksonville Jaguars. La sua prima stagione si chiuse con tre tackle in quattro presenze. Dopo una parentesi ai Buffalo Bills nella pre-stagione 2015, Watkins tornò agli Eagles e nel 2016 giocò per la prima volta tutte le 16 partite, 4 delle quali come titolare, mettendo a segno un nuovo primato personale di 32 tackle.

### Los Angeles Chargers
Il 30 marzo 2018, Watkins firmò con i Los Angeles Chargers.

## Palmarès

### Franchigia
- Super Bowl : 1

Philadelphia Eagles: LII
- National Football Conference Championship: 1

Philadelphia Eagles: 2017